# Radium Hot Springs
Radium Hot Springs, vanligen enbart Radium, är en ort och kommun (av typen village) i provinsen British Columbia i Kanada. Antalet invånare var 776 vid folkräkningen 2016.

## Geografi
Radium ligger i sydöstra delen av provinsen British Columbia nära gränsen till Alberta, 82 mil landsvägen och 53 mil fågelvägen från Vancouver. Radium Hot Springs ligger omkring 870 meter över havet. Närmaste större samhälle är Invermere, 11,3 km söder om Radium Hot Springs. Infartsvägen till Kootenay nationalpark finns vid norra utfarten och inne i parken cirka 3 km norr om Radium finns Radium Hot Springs varma källor.

## Historia
Ursprungsstammarna Ktunaxa och Shuswap använde de varma källorna som viloplats och Sinclair Canyon som passage mellan Kootenay- och Columbiadalarna. År 1841 ledde James Sinclair från Hudson´s Bay Company en grupp immigranter på väg mot Oregon genom passet, som nu bär hans namn och upptäckte källorna. Källorna köptes 1890 av Roland Stuart och 1912 var första badhuset färdigt. Prov på vattnet visade låg förekomst av radon, en sönderfallsprodukt av radium och de fick namnet Radium Hot Springs 1915. Kootenay nationalpark upprättades 1922 och året därpå byggdes vägen Banff-Windermere Highway. Orten växte snabbt som turistort men blev självständig administrativ enhet först 1990.

## Turism
Radium är en utpräglad turistort med de varma källorna som en huvudattraktion med mer än 20 hotell, motell och andra övernattningsanläggningar. Utöver källorna lockar de uppskattningsvis 200 "vilda" baggar tjockhornsfår (Ovis canadensis ssp. canadensis) som finns i området och vandrar fritt på gatorna. De schasas undan av de boende när de går in i trädgårdar och äter.